# Oliver Norwood
Pour les articles homonymes, voir Norwood.
Oliver James Norwood, né le 12 avril 1991 à Burnley (Angleterre), est un footballeur international nord-irlandais qui évolue au poste de milieu de terrain à Stockport County.

## Biographie
Oliver Norwood est formé à Manchester United. Il ne joue aucun match avec l'équipe première de ce club. Afin d'engranger du temps de jeu, il est successivement prêté à Carlisle United, à Scunthorpe United et à Coventry City.
En juillet 2012, il quitte définitivement son club formateur en étant transféré à Huddersfield Town, équipe de deuxième division anglaise.
Oliver Norwood joue avec les sélections de jeunes anglaises puis avec les sélections de jeunes nord-irlandaises. Il reçoit sa première sélection en équipe d'Irlande du Nord le 11 août 2010 lors d'un match amical face au Monténégro, alors qu'il n'a pas encore joué un seul match en pro.
Le 3 août 2016, il rejoint Brighton.
Le 25 juillet 2017, il est prêté à Fulham.
Le 13 août 2018, il est prêté à Sheffield United. Le 4 janvier 2019, il les rejoint de manière permanente.

## Palmarès

### En club
- Sheffield United
  - Vice-champion d'Angleterre de D2 en 2019 et 2023.

### Distinction personnelle
- Membre de l'équipe-type de D2 anglaise en 2019[2].